# Ted Marshall
Edward „Ted“ Marshall (geb. vor 1945) ist ein Szenenbildner und Artdirector.

## Leben
Marshall begann seine Karriere im Filmstab 1945 als im Abspann nicht genannter Technischer Zeichner Artdirector beim Kriegsfilm The Way to the Stars von Anthony Asquith. Nach weiteren Filmen in dieser Funktion arbeitete er sich zunächst zum Artdirector-Assistenten hoch. Seinen ersten Credit als Artdirector erhielt er 1957 für den Hammer-Horrorfilm Frankensteins Fluch.
1964 war Marshall für Tony Richardsons Abenteuerfilm Tom Jones – Zwischen Bett und Galgen zusammen mit Ralph W. Brinton, Jocelyn Herbert und Josie MacAvin für den Oscar in der Kategorie Bestes Szenenbild nominiert, die Auszeichnung ging in diesem Jahr jedoch an die Literaturverfilmung Das Narrenschiff. 1966 erfolgte seine zweite Oscar-Nominierung für Martin Ritts Agentenfilm Der Spion, der aus der Kälte kam. Gemeinsam mit Hal Pereira, Tambi Larsen und Josie MacAvin zogen sie gegenüber dem Monumentalfilm Cleopatra den Kürzeren. Marshall war zudem zwischen 1965 und 1969 drei Mal für den BAFTA Film Award nominiert; 1965 für Schlafzimmerstreit, 1966 für Ein Platz ganz oben und 1969 für Der Angriff der leichten Brigade. Auch diese Auszeichnung konnte er nie gewinnen.
Selten war Marshall für das Fernsehen tätig, unter anderem an fünf Folgen der Serie Zu Gast bei Errol Flynn. Sein letztes Engagement war der Fernsehfilm Der Dieb von Bagdad von Clive Donner aus dem Jahr 1978.

## Filmografie (Auswahl)
- 1949: Die Tingeltangelgräfin (Trottie True)
- 1957: Frankensteins Fluch (The Curse of Frankenstein)
- 1957: Yeti, der Schneemensch (The Abominable Snowman)
- 1960: Der Komödiant (The Entertainer)
- 1960: Samstagnacht bis Sonntagmorgen (Saturday Night and Sunday Morning)
- 1963: Tom Jones – Zwischen Bett und Galgen (Tom Jones)
- 1965: Der Spion, der aus der Kälte kam (The Spy Who Came in from the Cold)
- 1968: Der Angriff der leichten Brigade (The Charge of the Light Brigade)
- 1970: Der Vollstrecker (The Executioner)
- 1975: Brannigan – Ein Mann aus Stahl (Brannigan)

## Nominierungen (Auswahl)
- 1964: Oscar-Nominierung in der Kategorie Bestes Szenenbild für Tom Jones – Zwischen Bett und Galgen
- 1966: Oscar-Nominierung in der Kategorie Bestes Szenenbild für Der Spion, der aus der Kälte kam
- 1965: BAFTA-Film-Award-Nominierung in der Kategorie Bestes Szenenbild für Schlafzimmerstreit
- 1967: BAFTA-Film-Award-Nominierung in der Kategorie Bestes Szenenbild für Ein Platz ganz oben
- 1969: BAFTA-Film-Award-Nominierung in der Kategorie Bestes Szenenbild für Der Angriff der leichten Brigade